# (6027) Waratah
Pour les articles homonymes, voir Waratah.
(6027) Waratah est un astéroïde de la ceinture principale découvert en 1993.

## Description

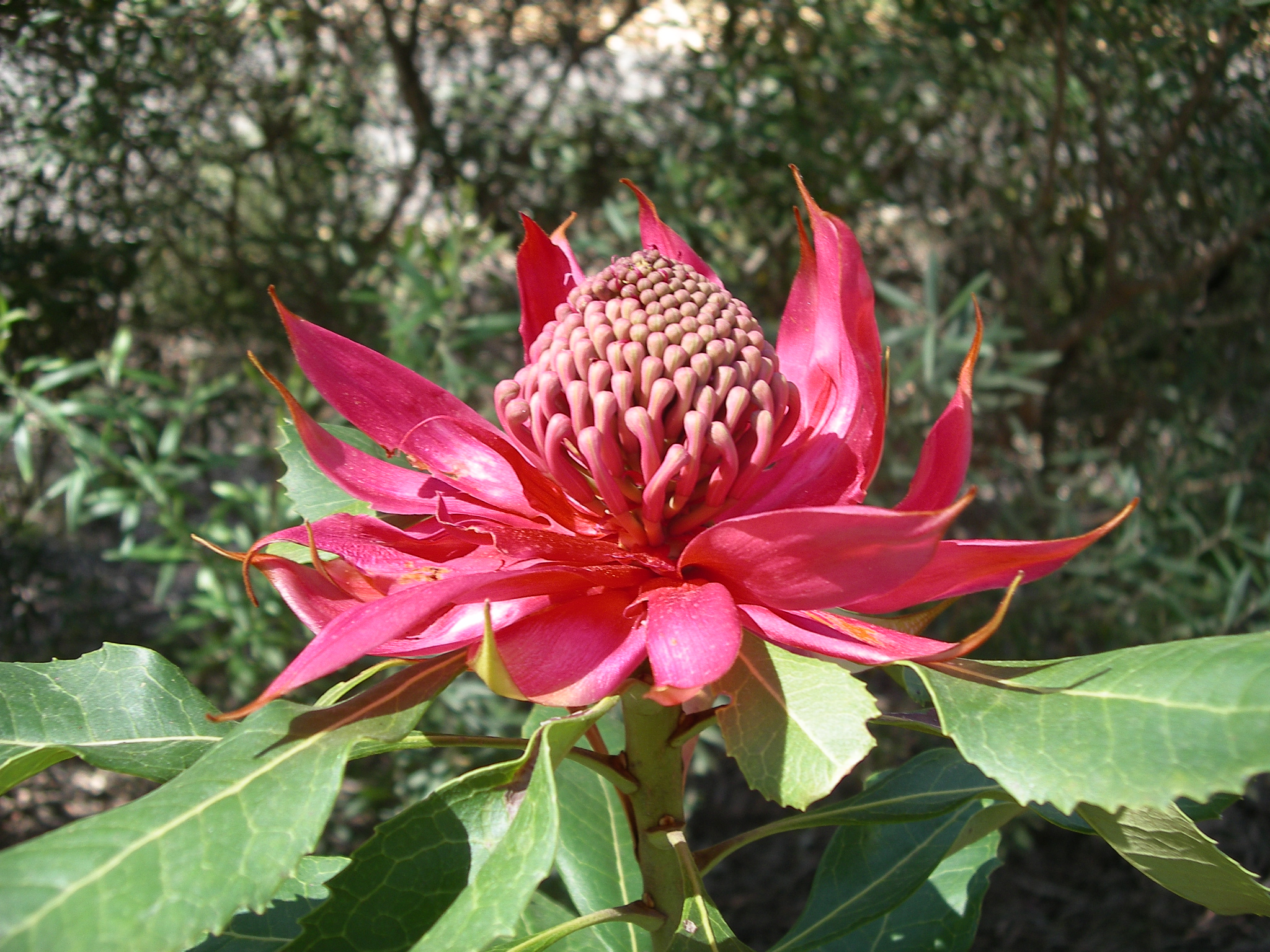
Fleur de waratah.

### Nom
(6027) Waratah est nommé d'après le waratah de Nouvelle-Galles du Sud, Telopea speciosissima. Le nom fait écho au fait que l'astéroïde appartient à la famille de Flore et au fait que le découvreur et son observatoire sont en Nouvelle-Galles du Sud. Le waratah est en effet un grand arbuste endémique de cet État d'Australie et est l'emblème floral de cet État.

### Découverte
(6027) Waratah a été découvert le 23 septembre 1993 à l'observatoire de Siding Spring, situé près de Coonabarabran, en Nouvelle-Galles du Sud, en Australie, par Gordon J. Garradd.

### Caractéristiques orbitales
L'orbite de cet astéroïde est caractérisée par un demi-grand axe de 2,20 UA, un périhélie de 1,86 UA, une excentricité de 0,16 et une inclinaison de 5,65° par rapport à l'écliptique. Du fait de ces caractéristiques, à savoir un demi-grand axe compris entre 2 et 3,2 UA et un périhélie supérieur à 1,666 UA, il est classé, selon la JPL Small-Body Database, comme objet de la ceinture principale.

### Caractéristiques physiques
(6027) Waratah a une magnitude absolue (H) de 12,8 et un albédo estimé à 0,374.